# Yeonwoo
Lee Dabin (en hangul, 이다빈; romanización revisada, I Dabin; Chungju, Provincia de Chungcheong del Norte, 1 de agosto de 1996), conocida artísticamente como Yeonwoo (en hangul, 연우; romanización revisada, Yeon-u), es una cantante y actriz surcoreana, conocida por haber sido miembro del grupo femenino surcoreano Momoland.

## Biografía
Estudió en la Escuela de Artes Escénicas de Seúl (Seoul Performing Arts High School).

## Carrera

### Música
En junio de 2016 la agencia MLD realizó el programa de reality Finding Momoland donde buscaban formar un grupo de siete miembros. Yeonwoo fue una de las ganadoras y se unió al grupo Momoland junto a Hyebin, Jane, Nayun, JooE, Ahin y Nancy. El 30 de noviembre de 2019, se informó que dejaría el grupo pero que se quedaría en la agencia como actriz.

### Televisión
En 2018 realizó una aparición invitada en la serie The Great Seducer (también conocida como «Tempted») donde interpretó a Kwon Yeo-min, la prima de Kwon Shi-hyun (Woo Dohwan).
El 22 de noviembre de 2019 realizó su primera aparición en el décimo episodio de la serie Pegasus Market (también conocida como «Cheap Cheollima Mart») donde dio vida a Kwon Ji-na, una pasante en «Pegasus Market» y la hija de Kwon Young-goo (Park Ho-san).
En enero de 2020 se unió al elenco recurrente de la serie Touch donde interpretó a Jung Young-ah, una broadcast jockey y la amiga de Han Soo-yeon (Kim Bora).
En agosto de 2020 se unió al elenco recurrente de la serie Alice donde dio vida a Yoon Tae-yeon, la hermana menor de Yoon Tae-yi (Kim Heesun).
El 17 de noviembre del mismo año se unió al elenco principal de la serie Live On donde interpretó a Kang Jaeyi, una estudiante y la novia de Do Woo-jae (Noh Jonghyun), hasta el final de la serie el 12 de enero de 2021.
El 2 de diciembre del mismo año se unió al elenco principal de la serie If You Cheat, You Die (también conocida como «Dare You Cheat On Me») donde dio vida a Go Mi-rae, una estudiante universitaria de arte que parece inocente pero en el fondo tiene una personalidad complicada y difícil de leer, hasta el final de la serie en enero de 2021.
En septiembre de 2021 se unió al elenco de la serie Dali and Cocky Prince donde da vida a Ahn Chak-hee, una galerista.

## Filmografía

### Series de televisión
| Año     | Título                  | Personaje                  | Notas                           | Ref.                 |
| ------- | ----------------------- | -------------------------- | ------------------------------- | -------------------- |
| 2017    | The Liar and His Lover  | Miembro del Grupo Momoland | Ep. 6                           |                      |
| 2017    | Happy Talk Season 2     | Yun-woo                    | Serie web, 10 episodios         |                      |
| 2018    | The Great Seducer       | Kwon Yeo-min               | Ep. 3                           |                      |
| 2019    | Pegasus Market          | Kwon Ji-na                 | Aparición invitada, 2 episodios |                      |
| 2020    | Touch                   | Jung Young-ah              |                                 |                      |
| 2020    | Alice                   | Yoon Tae-yeon              |                                 |                      |
| 2020-21 | Live On                 | Kang Jae-yi                | 8 episodios                     | [ 10 ]               |
| 2020-21 | If You Cheat, You Die   | Go Mi-rae                  |                                 | [ 11 ]               |
| 2021    | Dali and Cocky Prince   | Ahn Chak-hee               |                                 | [ 12 ] [ 13 ]        |
| 2022    | Golden Spoon            | Oh Yeo-jin                 |                                 | [ 14 ]               |
| 2023    | Numbers                 | Jin Yeon-ah                |                                 | [ 15 ]               |
| 2024    | Bitter Sweet Hell       | Lee Se-na                  | 12 episodios                    | [ 16 ] [ 17 ]        |
| 2024    | Dog Knows Everything    | Hong Cho-won               |                                 | [ 18 ] [ 19 ] [ 20 ] |
| 2024-25 | El cuento de la dama Ok | Cha Mi-ryeong              | 16 episodios                    | [ 21 ] [ 22 ]        |

### Programas de variedades

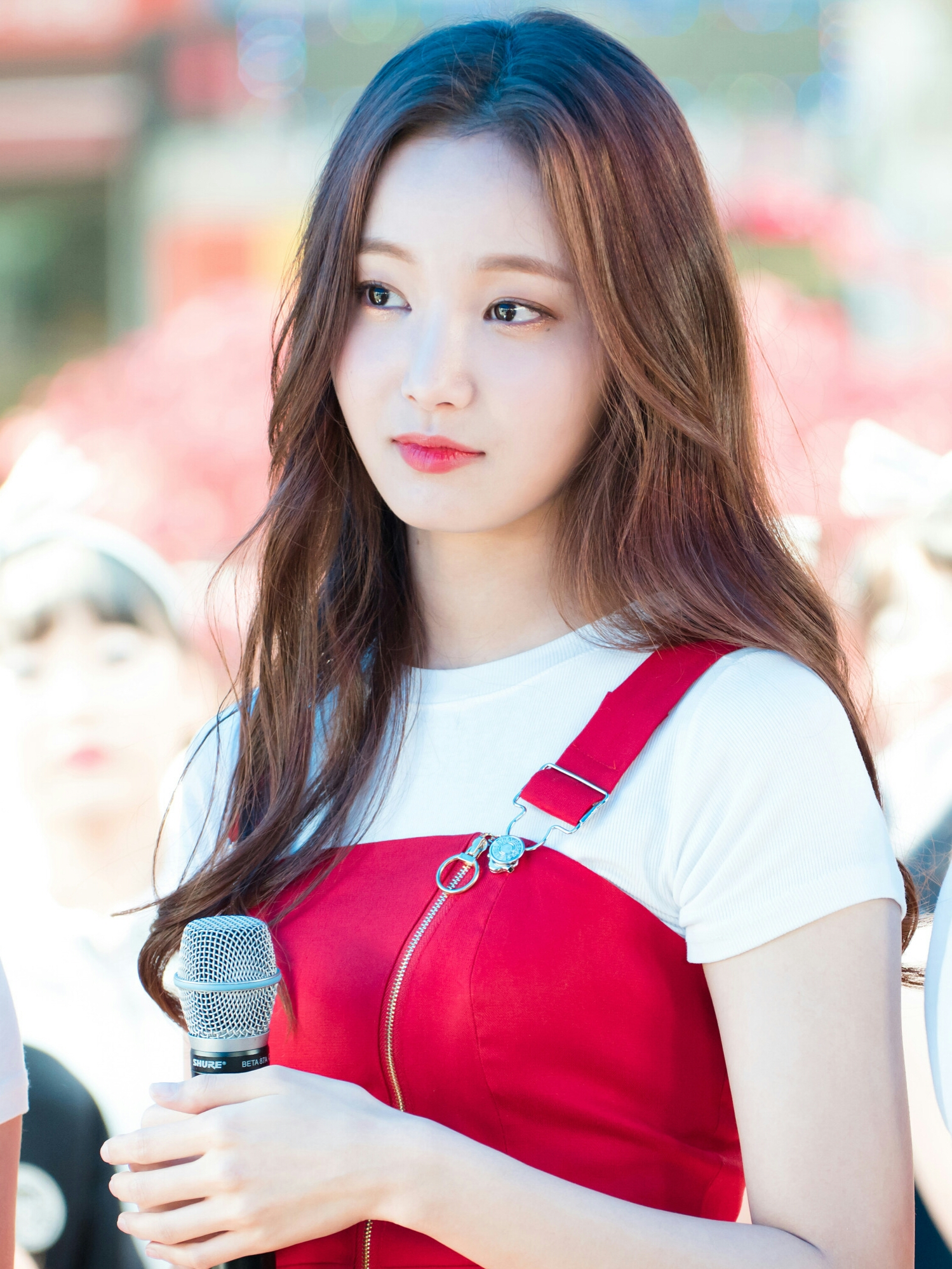
Yeonwoo en noviembre de 2017.

| Año        | Título                                 | Notas                                                                        |
| ---------- | -------------------------------------- | ---------------------------------------------------------------------------- |
| -          | Pops in Seoul                          |                                                                              |
| -          | Comedy Big League Season 5             |                                                                              |
| 2016       | Fact iN Star                           | (ep. 8, 28) - invitada junto a Momoland                                      |
| 2017       | The Beauty (더 뷰티)                   | miembro                                                                      |
| 2018       | Knowing Bros (Ask Us Anything)         | (ep. 135) - invitada junto a JooE (ep. 115) - invitada junto a Hyebin y JooE |
| 2018       | K-RUSH: Season 3                       | (ep. 21) - invitada junto a Momoland                                         |
| 2018       | Idol League: Season 1                  | (ep. 37) - invitada junto a Momoland                                         |
| 2018       | Song Ji-hyo's Beauty View              |                                                                              |
| 2018       | Super TV: Season 2                     | (ep. 9) - invitada junto a Momoland                                          |
| 2018       | Law of the Jungle in Last Indian Ocean | (ep. 340-343) - miembro                                                      |
| 2018, 2019 | The Show                               | (ep. 137, 182-183) - invitada junto a Momoland                               |
| 2019       | Village Survival, the Eight 2          | 2 episodios - invitada                                                       |
| 2019       | Ask Us Anything Fortune Teller         | (ep. 5) - invitada junto a JooE                                              |
| 2019       | We K-POP                               | (ep. 14) - invitada junto a Momoland                                         |
| 2020       | Idol Fishing Camp                      | miembro                                                                      |

### Presentadora
| Año                                       | Título            | Notas                                         |
| ----------------------------------------- | ----------------- | --------------------------------------------- |
| 15 de mayo de 2017 - 29 de agosto de 2017 | The Show Season 5 | copresentadora - junto a P.O y Park Jeong-hwa |

### Reality shows
| Año  | Título                 | Notas       |
| ---- | ---------------------- | ----------- |
| 2016 | Finding Momoland       | concursante |
| 2018 | Momoland's Saipan Land | miembro     |

### Eventos
| Año  | Título                                                 | Notas |
| ---- | ------------------------------------------------------ | ----- |
| 2019 | 2019 Idol Star Athletics Championships Chuseok Special |       |
| 2019 | 2019 Idol Star Athletics Championships                 |       |

## Discografía
| Año  | Intérpretes                 | Canción     | Notas |
| ---- | --------------------------- | ----------- | ----- |
| 2018 | Kim Young-chul ft. Realslow | «Andenayon» |       |